# まつり (シンガーソングライター)
まつり（9月27日 - ）は、山梨県笛吹市出身のシンガーソングライターである。
TikTokやYouTubeなどのSNSのほか、山梨で開催されているライブイベントで活動している。

## 経歴
2020年5月、シングル「だーりん。」でデビュー。本楽曲は、2019年末にYouTubeにて先行公開され、数ヶ月で再生回数が100万回を超えた。
2020年7月1日には「インディーズ」、7月29日には「また明日。」がリリースされた。

## ディスコグラフィ

### 参加作品
| 発売日         | 商品名                               | 歌     | 楽曲       | 備考                                     |
| -------------- | ------------------------------------ | ------ | ---------- | ---------------------------------------- |
| 2023年10月25日 | メメントモリ Lament Collection Vol.1 | まつり | 「旅人へ」 | ゲーム『メメントモリ』キャラクター専用曲 |